# Gosick
Gosick (ゴシック, Goshikku, estilizado como GOSICK) é uma série de light novel japonesa escrita por Kazuki Sakuraba e ilustrada por Hinata Takeda baseada em fatos reais. Começou a ser publicada pela editora Fujimi Shobo em 10 de dezembro de 2003 e aparentemente havia terminado em 10 de abril de 2007, mas, em 25 de março de 2011 voltou a ser publicada com o nome GosickS, terminando em 23 de julho de 2011, com 13 volumes. A série também possui um mangá escrito pela mesma autora e ilustrado por Sakuya Amano, a publicação iniciou-se em 9 de julho de 2008 na revista Monthly Dragon Age e terminou em 23 de julho de 2011, com oito volumes. Uma adaptação da série em anime produzido pelo estúdio Bones, com direção de Hitoshi Nanba iniciou-se em 8 de janeiro de 2011 e terminou em 2 de julho de 2011, com 24 episódios. Situado em um país fictício europeu em 1924, um estudante de intercâmbio japonês conhece uma garota misteriosa que nunca aparece nas aulas e passa todo o seu tempo na biblioteca. Seu irmão, um policial, confia em sua mente para resolver diversos mistérios complicados.

## Enredo da historia
A história de Gosick acontece no ano de 1924 em uma pequena nação fictícia europeia francófona, denominada Saubure. O anime se concentra em Kazuya Kujo, o terceiro filho de um Soldado Imperial Japonês, que está estudando por intercâmbio na Academia Santa Margarida, onde as lendas urbanas e histórias de terror são um assunto comum. Lá ele conhece a Victorique, uma garota linda e misteriosa que nunca aparece nas aulas e passa todo o seu tempo na biblioteca, devorando todos os livros ou resolvendo mistérios que os detetives não conseguem resolver. A série em resumo se concentra em Kazuya e Victorique se envolvendo em diferentes casos de mistério e sua luta para resolvê-los, ao mesmo tempo, formando ligações importantes com várias pessoas.

## Lendas e histórias

### Queen berry
Queen Berry foi um navio onde várias mortes ocorreram. Logo depois dos sobreviventes serem resgatados, o navio afundou, mas quase todos os sobreviventes tiveram problemas mentais.
A verdade é que a vidente Roxanne, uma bruxa mal encarada que fazia muita confusão com seus escravos de outros países que previa baseado nas lebres sobreviventes ao ataque de seus cães de caça, mandou que 11 crianças, todas orfãs e de nacionalidades diferentes, fossem presas por uma noite naquele navio, elas eram as "lebres" e entre elas foi colocado Ned, o "cão de caça". Ned fingiu sua própria morte, usando uma bola de tênis, e isso fez com que as "lebres" ficassem paranóicas e passassem a desconfiar uma das outras.
As armas que foram escondidas pelo navio foram encontradas, e elas matavam umas as outras em meio ao caos. No final, tentando chegar à cabine, para pedir ajuda, 5 sobreviveram, de nacionalidades inglesa, francesa, norte-americana, sauburiana e russa. Roxanne previu que esses países ganhariam a guerra e logo depois, os orfãos ganharam uma enorme quantia em dinheiro.
10 anos depois, Julia, uma das orfãs sobreviventes convidou os 9 executivos, Ned e Roxanne que considerava culpados pelo seu trauma para um jantar na sua réplica do Queen Berry sem ninguém saber que ela era. Victorique e Kujo foram pro navio usando o convite de Roxanne que tinha sido morta por Lee, outra orfã que se vingou de Roxanne a enganando com uma pistola. Um morreu por uma armadilha, outros morreram afogados, Marcel, o homem que escondeu os corpos levou um tiro da própria Julia e Ned, o "cão de caça" foi morto também por Julia, mas foi acertado com um machado nas costas. No fim, Victorique descobre a verdade sobre Julia e os três são os únicos sobreviventes (Julia, Victorique e Kujo). Assim, Julia é presa e se encontra com Lee, a fim de devolver o colar que ela a deu no dia no Queen Berry, pois nesse dia, as duas firmaram uma amizade. Após isso, Julia é presa com satisfação, pois concluiu sua vingança.

### O anjo da morte da primavera
Ou "O Shinigami Negro", é a história que dá o apelido inicial à Kujo. Era na verdade Maxim, um veterano da escola que voltava toda primavera. Maxim era na verdade um ladrão famoso chamado Kuiaran, que voltava toda primavera, para esconder na escola todos os seus roubos. Ele tinha esse nome porque sempre que vinha, trazia coisas ruins, mas foi morto há 8 anos por Millie, uma mulher apaixonada por ele.
Ela tinha uma doença terminal e sabia que ia morrer, então decidiu eneterrá-lo junto com ela. Ela o drogou e o disfarçou de cavaleiro para poder fazê-lo parecer um corpo no mausoléu da escola. Logo depois, ela morreu e foi logo enterrada, deixando os dois presos no mausoléu.
Quando Maxim acordou, ele estava preso e morreu batendo na porta e pedindo por ajuda. Junto com ele estava um livro com um selo muito valioso.

### Fada Dourada
É a história que dá o apelido inicial de Victorique. É um conto sobre uma enorme torre em meio a uma floresta, que lá viva em solidão uma Fada Dourada. Assim como Victorique, a Fada sabia de tudo sobre o mundo e dava conselhos aos que por ali passavam, porém, ela exigia a alma do viajante em troca, para que se alimentasse. Por Victorique ser muito parecida com a Fada (em todos os aspectos) os alunos a apelidaram de "Fada Dourada da Biblioteca".

### 13.º Degrau para o Paraíso antes do inferno
Segundo a lenda, há muito tempo atrás um professor tinha se enforcado na escadaria no 13.º degrau. Assim, todos que ficassem parados em pé nesse degrau seria levado para a morte. Essa história é contada pela suposta Avril para Kujo, mas na verdade era Kuiaran II. Como conhecia muitas lendas, usou essa para esconder um livro justamente na prateleira do 13.º degrau, assim ninguém se atreveria a ficar de pé neste degrau, então ninguém acharia o que escondeu. Porém Victorique descobre deduzindo que ela esconderia o livro justamente ali, na biblioteca pois seria impossível achar esse livro em meio a tantos. Então, essa fica parada no 13.º degrau, mas nada acontece, então pega o livro escondido pela Kuiaran II.

### Monstre Charmant
Conta sobre um monstro em Saubure que assumiu a forma de uma garota e tinha um coelho como companheiro e protetor. Esse coelho usava seus poderes para eliminar qualquer pessoa que quisesse fazer algum mal ao monstro. Muitas pessoas gostavam do monstro pois ele era carinhoso com as pessoas com necessidades. Porém, em um determinado momento, uma pessoa com muito poder viu o monstro e o capturou para usá-lo como "prova" de seu poder. O homem e seus seguidores mataram o coelho quando ele tentava proteger o monstro, e quando o capturaram, o monstro havia morrido. Assim tiveram a conclusão de que o coelho era o coração do monstro, o coelho e o monstro eram duas formas, mas apenas um ser.

## Mídias

### Light novels
Foram lançados ao todo treze volumes da light novel de Gosick. Como muitas séries japonesas, a cronologia é um pouco confusa, pois existem dois trabalhos que são Gosick com nove volumes e GosickS com 4 volumes (os volumes de GosickS' são uma coleção de histórias curtas com relação com os volumes de Gosick, mas publicadas fora da ordem cronológica). A série foi escrita por Kazuki Sakuraba com ilustrações de Hinata Takeda. A primeira light novel foi lançada no Japão em 10 de dezembro de 2003 e a partir de 3 de março de 2011, a série que aparentemente havia acabado voltou a ser publicada e após o lançamento de quatro volumes (sendo que o último volume foi lançado em 23 de julho de 2011), a série finalmente terminou.
A tabela abaixo mostra a ordem de publicação e a ordem relativa a história.
| Ordem de publcação | Relativo a história | Título Original Rōmaji \| Japonês                                                                            |
| ------------------ | ------------------- | --- |
| 1                  | 2                   | "GOSICK -Goshikku-" (GOSICK -ゴシック-)                                                                      |
| 2                  | 3                   | "GOSICK II -Goshikku II - Sono Tsumi wa Na mo Naki-" (GOSICK II -ゴシック・その罪は名もなき)                 |
| 3                  | 4                   | "GOSICK III -Goshikku III - Aoi Bara no Shita de-" (GOSICK III -ゴシック・青い薔薇の下で-)                   |
| 4                  | 5                   | "GOSICK IV -Goshikku IV - Gusha o Daiben seyo-" (GOSICK IV -ゴシック・愚者を代弁せよ-)                       |
| 5                  | 1                   | "GOSICKs -Goshikku Esu - Haru Kitaru Shinigami-" (GOSICKs -ゴシックエス・春来たる死神-)                      |
| 6                  | 7                   | "GOSICK V -Goshikku V - Beruzebubu no Zugai-" (GOSICK V -ゴシック・ベルゼブブの頭蓋-)                        |
| 7                  | 6                   | "GOSICKs II -Goshikku Esu II - Natsu kara Tōzakaru Ressha-" (GOSICKs II -ゴシックエス・夏から遠ざかる列車-)  |
| 8                  | 8                   | "GOSICK VI -Goshikku VI - Kamen Butōkai no Yoru-" (GOSICK VI -ゴシック・仮面舞踏会の夜-)                     |
| 9                  | 9                   | "GOSICKs III -Goshikku Esu III - Aki no Hana no Omoide-" (GOSICKs III -ゴシックエス・秋の花の思い出-)        |
| 10                 | 10                  | "GOSICK VII -Goshikku VII - Barairo no Jinsei-" (GOSICK VII -ゴシック・薔薇色の人生-)                        |
| 11                 | 11                  | "GOSICKs VI -Goshikku Esu VI - Fuyu no Sakurifaisu-" (GOSICKs IV -ゴシックエス・冬のサクリファイス-)         |
| 12                 | 12                  | "GOSICK VIII -Goshikku VIII - Kamigami no Tasogare (ue)-" (GOSICKVIII‐ゴシック・神々の黄昏(上))              |
| 13                 | 13                  | "GOSICK VIII -Goshikku VIII -Goshikku - Kamigami no Tasogare (shita)-" (GOSICKVIII‐ゴシック・神々の黄昏(下)) |

### Mangá
Um mangá escrito pela autora Kazuki Sakuraba e ilustrado por Amano Sakuya foi publicado na revista Monthly Dragon Age, e resultou oito volumes. O primeiro volume foi lançado em 9 de julho de 2008. O segundo volume foi lançado em 10 de novembro de 2010. O terceiro volume foi lançado em 9 de julho de 2009 e o quarto volume lançado em 9 de janeiro de 2010. O quinto volume foi lançado em 9 de novembro de 2010. O sexto volume foi lançado em 9 de fevereiro de 2011.

### CD drama
Um CD drama no qual a história é baseada no primeiro volume de GOSICKs, foi lançado em 21 de abril de 2006. Um outro CD drama foi lançado em 1 de junho de 2011, este contando uma pequena história, juntamente com algumas músicas interpretadas pelos dubladores de Victorique (Aoi Yūki) e Kazuya (Takuya Eguchi).

### Anime
Em março de 2010, a editora Kadokawa Shoten anunciou a produção de um anime da série Gosick. A adaptação da série em anime começou a ser exibida em 8 de janeiro de 2011 nas emissoras AT-X e TV Tokyo e terminou em 2 de julho de 2011, com 24 episódios. O anime foi produzido pelo estúdio Bones com direção de Nanba Hitoshi. Devido ao Sismo e tsunami de Sendai de 2011, ocorrido em 11 de março de 2011, a transmissão do episódio 11 foi adiada, retornando em 2 de abril de 2011 a ser transmitida normalmente. A série de anime será disponibilizada em 12 volumes de DVD e Blu-Ray, sendo que o primeiro volume foi lançado em 10 de maio de 2011 e o último volume foi lançado em 30 de março de 2012.

#### Episódios
| #  | Título Original Rōmaji \| Japonês                                                           | Título em Português (Tradução)                                     | Data de Exibição (Japão) |
| -- | ------------------------------------------------------------------------------------------- | ------------------------------------------------------------------ | ------------------------ |
| 1  | "Kuroi Shinigami wa Kin'iro no Yousei o Mitsukeru" (黒い死神は金色の妖精を見つける)         | O Shinigami Negro Encontra a Fada Dourada                          | 8 de janeiro de 2011     |
| 2  | "Shisha no Tamashii ga Nanpasen o Oshiageru" (死者の魂が難破船をおしあげる)                 | As Almas dos Mortos Erguem os Destroços de um Navio                | 15 de janeiro de 2011    |
| 3  | "Nousagi Tachi wa Asahi no Shita de Yakusoku o Kawasu" (野兎達は朝陽の下で約束をかわす)     | As Lebres Quebram uma Promessa no Sol da Manhã                     | 22 de janeiro de 2011    |
| 4  | "Konji no Ito wa Tsuka no Ma o Kirisaku" (金色(こんじき)の糸はつかのまを切り裂く)           | O Fio de Ouro em um Momento Breve                                  | 29 de janeiro de 2011    |
| 5  | "Haisōko ni wa Nazo no Yūrei ga Iru" (廃倉庫には謎の幽霊がいる)                             | Existe um Fantasma Misterioso no Armazém Abandonado                | 5 de fevereiro de 2011   |
| 6  | "Haiiro no ookami wa douhou o yobiyoseru" (灰色の狼は同胞を呼びよせる)                      | O Lobo Cinzento Invoca um Compatriota                              | 12 de fevereiro de 2011  |
| 7  | "Geshi-sai ni Shintaku wa Kudasareru" (夏至祭に神託はくだされる)                            | Uma Revelação Divina é Oferecida no Festival do Solstício de Verão | 19 de fevereiro de 2011  |
| 8  | "Kako no Ōkoku ni Tōboe ga Kodama Suru" (過去の王国に遠吠(ぼ)えがこだまする)                | O Uivar Ecoa do Reino do Passado                                   | 26 de fevereiro de 2011  |
| 9  | "Hito-gui Depāto ni Ao Bara wa Saku" (人食いデパートに青薔薇(ばら)は咲く)                   | Rosas Azuis Florescem no Departamento Canibal da Loja              | 5 de março de 2011       |
| 10 | "Kaze Hiki wa Gankona Yūjin no Yume o Miru" (風邪(かぜ)ひきは頑固な友人の夢をみる)          | A Garota Resfriada Sonha com o seu Amigo Teimoso                   | 12 de março de 2011      |
| 11 | "Sono Doriru wa Yūben ni ai o Kataru" (そのドリルは雄弁に愛を語る)                          | A Broca Falou Eloquentemente de Amor                               | 2 de abril de 2011       |
| 12 | "Natsu no Gogo ni Semi no Koe o Kiku" (夏の午後に蝉(せみ)の声を聞く)                        | As Vozes das Cigarras se Ouvem nas Tardes de Verão                 | 9 de abril de 2011       |
| 13 | "Gusha wa Onore no Daiben-sha o Shimei Suru" (愚者は己の代弁者を指名する)                   | Aquele que é o seu Próprio Advogado é um Idiota como Cliente       | 16 de abril de 2011      |
| 14 | "Ijiwaru Furiru wa Hekokiimori o Kyūdan Suru" (意地悪フリルは屁こきいもりを糾弾する)        | Os Babados Maldosos Censuram o Tritão Flatulento                   | 23 de abril de 2011      |
| 15 | "Nihiki no kaibutsu wa kokoro o kayowaseru" (二匹の怪物は心をかよわせる)                    | Dois Monstros se Encontram Olhos nos Olhos                         | 30 de abril de 2011      |
| 16 | "Rakka Saseru Maria wa Hae no Atama o Motsu" (落下させるマリアは蠅の頭をもつ)               | Maria tem uma Cabeça de Vento                                      | 7 de maio de 2011        |
| 17 | "Rasen no Meikyū ni Sono Hako wa Nemuru" (螺旋の迷宮にその箱はねむる)                       | A Caixa Descansa num Labirinto em Espiral                          | 13 de maio de 2011       |
| 18 | "Shikkoku no Ressha wa Ikutsu ka no Uso o Hakobu" (漆黒の列車はいくつかの嘘を運ぶ)          | O Trem Carrega Demasiadas Mentiras                                 | 20 de maio de 2011       |
| 19 | "Barairo no Jinsei wa Shinsetsu ni Uzumoreru" (薔薇色の人生は新雪に埋もれる)                | A Rosa Colorida está Enterrada Debaixo da Neve Fresca              | 27 de maio de 2011       |
| 20 | "Fantomu no Yūrei ni Michibika Reru" (ファントムの幽霊に導かれる)                           | Liderada pelo Fantasma do Fantasma                                 | 3 de junho de 2011       |
| 21 | "Seiya no Kane wa Koku wo Oitateru" (聖夜の鐘は刻を追いたてる)                              | Os Sinos da Véspera de Natal Deslocam o Tempo                      | 10 de junho de 2011      |
| 22 | "Kurisumasu Kyaroru wa Madobe no Saiwai wo Kazaru" (クリスマス・キャロルは窓辺の幸いを飾る) | O Conto de Natal decora a Felicidade da Janela                     | 17 de junho de 2011      |
| 23 | "Hai-zome no Chesu ni Chekkumeito wo Tsugeru" (灰染めのチェスにチェックメイトを告げる)      | Xeque-mate Anunciado no Tabuleiro Cinzento                         | 24 de junho de 2011      |
| 24 | "Shinigami no Katagoshi ni Eien o Miru" (死神の肩越しに永遠をみる)                          | Olhe para a Infinidade Através do Ombro do Shinigami               | 2 de julho de 2011       |

#### Música do anime

Capa do single da abertura "Destine Histoire".

O tema de abertura é "Destine Histoire" cantado por risa e o tema de encerramento é "Resuscitated Hope" cantado por Lisa Komine. O single da abertura foi lançado em 2 de março de 2011, em versão regular e limitada, onde a versão limitada será acompanhada por um DVD. A partir do episódio treze do anime, o tema de encerramento muda para "unity" por Lisa Komine. O single contendo os dois temas de encerramento, "Resuscitated Hope" e "unity" cantados por Lisa Komine, foram lançados em 27 de abril de 2011. A primeira parte da Original Soundtrack do anime composta por Kōtarō Nakagawa foi lançada em 13 de abril de 2011. A segunda parte da Original Soundtrack do anime foi lançada em 29 de junho de 2011. Ambos os álbuns com as Original Soundtracks possuem aproximadamente 30 músicas.
Tema de abertura:
- "Destine Histoire" por yoshiki*lisa

Temas de encerramento:
- "Resuscitated Hope" por Lisa Komine (episódio 1 a 12)
- "unity" por Lisa Komine (episódio 13 a 24)